# Twisted Metal: Black
Twisted Metal: Black é um jogo de combate veicular desenvolvido pela Incognito Entertainment (antiga SingleTrac Entertainment Technologies) com design produzido pela Sony Computer Entertainment America para PlayStation 2. É o quinto jogo na série Twisted Metal e foi lançado em 18 de Junho de 2001. Posteriormente, uma versão com multiplayer apenas, Twisted Metal: Black Online, foi lançada mais tarde gratuitamente.
Ambos Twisted Metal: Black e Twisted Metal: Black Online foram tidos como parte dos maiores sucessos da Sony, Sony Greatest Hits. Uma versão padrão disponível para download de Twisted Metal: Black é incluída nas primeiras edições de Twisted Metal para PlayStation 3, distinguível com selo "Edição Limitada" na parte superior da capa. Em dezembro de 2015, o jogo passou a ficar disponível para PlayStation 4 através da PSN - PlayStation Network.